# Consell de Mallorca 2015-2019
El Consell de Mallorca de la novena legislatura (2015-2019) és un govern de pacte del Partit Socialista, Més per Mallorca i Podem. Anomenat "Acords dels canvi". Aquest executiu va prendre possessió dels càrrecs el 7 de juliol de 2015.

## Composició
El ple del Consell de Mallorca està format per 33 consellers, elegits per sufragi universal cada quatre anys. Les eleccions insulars del 24 de maig de 2015 varen donar el següent repartiment d'escons:
| Partit        | Vots   | %     | Consellers | Cap de llista               |
| ------------- | ------ | ----- | ---------- | --------------------------- |
| PP            | 95.110 | 27,78 | 10         | Maria Salom Coll            |
| PSIB-PSOE     | 61.276 | 17,90 | 7          | Francesc Miralles i Mascaró |
| MÉS           | 59.344 | 17,30 | 6          | Miquel Ensenyat Riutort     |
| PODEMOS-PODEM | 49.108 | 14,34 | 5          | Jesús Juan Jurado Seguí     |
| El PI         | 32.143 | 9,39  | 3          | Antoni Pastor i Cabrer      |
| C's           | 24.955 | 7,29  | 2          | Catalina Serra Garcías      |

| PP | PSIB-PSOE | MÉS | PODEMOS-PODEM | El PI                                                                       | Ciutadans - Partit de la Ciutadania                |
| 1. Maria Salom Coll 2. Jeroni Salom Munar 3. Catalina Cirer Adrover 4. Onofre Ferrer Riera 5. Catalina Soler Torres 6. Mauricio Rovira de Alós 7. Margalida Isabel Roig Catany 8. Antoni Serra Comas 9. Esperanza Catalá Ribó 10. Joan Rotger Seguí | 1. Francesc Miralles i Mascaró 2. Maria Francesca Servera Pascual 3. Cosme Bonet Bonet 4. Lorena Oliver Far 5. Javier de Juan Martín 6. Maria del Carmen Palomino Sánchez 7. Miquel Àngel Coll Canyelles | 1. Miquel Ensenyat Riutort 2. Margalida Puigserver Servera 3. Joan Font Massot 4. Mercè Bujosa Estarellas 5. Lluís Enric Apesteguia Ripoll 6. Apol·lònia Miralles Xamena | 1. Jesús Juan Jurado Seguí 2. Maria Roser García Borràs 3. Lucas Gálvez Garrido 4. Aurora Ribot Lacosta 5. Iván Sevillano Miguel | 1. Antoni Pastor i Cabrer 2. Francisca Mora Veny 3. Antoni Amengual Perelló | 1. Catalina Serra Garcías 2. Estanislao Pons Cuart |

## Consell Executiu
El Consell Executiu del Consell Insular de Mallorca és un òrgan col·legiat del govern insular integrat pel president del Consell, els vicepresidents i tots els consellers i les conselleres executives al qual correspon l'exercici de la funció executiva en relació amb les competències del Consell Insular, sens perjudici de les atribucions conferides a altres òrgans de govern.
Els departaments del Consell Insular de Mallorca són els òrgans en què s'organitza la institució i que es corresponen amb els diferents sectors de la seva activitat administrativa. Cada departament està dirigit per un conseller executiu o una consellera executiva, a qui corresponen les seves funcions respectives.
| President: Miquel Ensenyat Riutort (MÉS) |

| Departament                                               | Titulars                                | Titulars                           |
| --------------------------------------------------------- | --------------------------------------- | ---------------------------------- |
| Departament                                               | 4 de juliol de 2015                     |                                    |
| Vicepresident primer, Cultura, Patrimoni i Esports        | Francesc Miralles Mascaró (PSIB-PSOE)   |                                    |
| Vicepresident segon, Participació Ciutadana i Presidència | Jesús Juan Jurado Seguí (PODEMOS-PODEM) |                                    |
| Territori i Infraestructures                              | Mercedes Garrido Rodríguez (PSIB-PSOE)  |                                    |
| Economia i Hisenda                                        | Cosme Bonet Bonet (PSIB-PSOE)           |                                    |
| Benestar i Drets Socials                                  | Margalida Puigserver Servera (MÉS)      | Margalida Puigserver Servera (MÉS) |
| Desenvolupament Local                                     | Joan Font Massot (MÉS)                  | Joan Font Massot (MÉS)             |
| Medi Ambient                                              | Sandra Espeja Almajano (PODEMOS-PODEM)  |                                    |
| Modernització i Funció Pública                            | Carmen Palomino Sánchez (PSIB-PSOE)     |                                    |

## Estructura orgànica
Per aquesta legislatura s'establí la següent estructura orgànica d'alts càrrecs:
- Vicepresidència de Cultura, Patrimoni i Esports
- Secretaria tècnica: Cristina Bou Barceló / Francesc Ramis Oliver (des del 30 de juny de 2017)[5]
- Direcció Insular de Cultura: Rafel Maria Creus Oliver
- Direcció Insular d'Esports: Margalida Portells Sastre
- Direcció Insular de Patrimoni: Francisca Coll Borràs

- Departament de Participació Ciutadana i Presidència
- Secretaria tècnica: Jaume Andreu Sabater Malondra
- Direcció Insular de Presidència i Relacions Institucionals: Ignasi Palmer Forés / Elena Ramis[6] / Marc Andreu Herrera Oliver[7]
- Direcció Insular de Participació Ciutadana i Joventut: Jaume Alzamora Riera[8] / Maria Amengual Herranz[9]
- Direcció Insular d'Igualtat: Nina Parrón Mate
- Direcció Insular de Comunicació: Eduardo Zúñiga Solari (des de dia 30 de juny de 2017)[10]
- Direcció Insular de Política Lingüística: Aina Sastre Bestard (des de 14 de juliol de 2017)[11]
- Direcció Insular de Promoció Sociocultural: Javier Ramos Bujosa (des de 26 de febrer de 2018)[12]

- Departament d'Economia i Hisenda
- Secretaria tècnica: Joan Ignasi Morey Marquès
- Direcció Insular de Turisme: Paula Ginard Vilchez[8]
- Direcció Insular d'Hisenda, Pressuposts i Projectes: Cristina Ballester Parets[8]
- Direcció Insular de Foment de l'Economia Local: Lluís Socias Abraham (des de 26 de setembre de 2017)[13]

- Departament de Territori i Infraestructures
- Secretaria tècnica: Jaume Colom Adrover / Marc López Expósito (des de 2 de març de 2016)[14]
- Direcció Insular de Territori i Paisatge: Miquel Vadell Balaguer
- Direcció Insular d'Urbanisme: Joan Morey Pizà
- Direcció Insular d'Infraestructures i Mobilitat: Ignacio Miranda Larrucea / Joan Cifre Martínez (des de 24 d'agost de 2016)[15]
- Direcció Insular de Seguretat Viària i Activitats Classificades: Natalia Troya Isern (des de 12 de juny de 2017)[8] / Joan R. Cifre[16] / Rafael Aulet Galmés (des de 10 de desembre de 2018)[17]

- Departament de Benestar i Drets Socials
- Direcció Insular d'Atenció a la Dependència: Margalida Fullana Arrom[18] / Regina Moll Kammerich (des de 18 de març de 2016)[19] / Natalia Troya Isern (des de 10 de desembre de 2018)[20]
- Direcció Insular de Persones amb Discapacitat: José Manuel Portalo Prada
- Direcció Insular de Menors i Família: Beatriz Morales Granados / Magdalena Gelabert Horrach (des de 18 de novembre de 2016)[21]
- Direcció Insular d'Inclusió Social: Caterina Mas Bennasar / Teresa Bárbara Vallespir Acosta[22]

- Departament de Medi Ambient
- Secretaria Tècnica: Marta Thomàs Reinés
- Direcció Insular de Medi Ambient: Cristian Ruiz Altaba / Josep Manchado Rojas[23]
- Direcció Insular de Residus: Catalina Maria Canals Gili / Joan Lladó Señán[12]

- Departament de Desenvolupament Local
- Secretaria Tècnica: Antònia Malagrava Cantallops
- Direcció Insular de Cooperació Local i Caça: Joan Manera Jaume
- Direcció Insular d'Emergències: Paola Van Gent Torres
- Direcció Insular de Joventut: Alexandre Segura Castelltort[24]

- Departament de Modernització i Funció Pública
- Secretaria Tècnica: Daniel Perelló Matheu /Elena Carrillo Hernández (4 Abril 2016)/ Juan Cifre Martínez (des de 14 de març de 2018)[16]/Juan Gaspar Vallori Guayta (17 setembre 2018)
- Direcció Insular de Funció Pública: Benito Pròsper Gutiérrez / Pau Morey Soler (des de 7 de març de 2016)[25]
- Direcció Insular de Modernització i Innovació: Gemma Martín Sánchez / Josep Lluís Colom Martínez (des de 20 de juliol de 2016)[26]

Altres alts càrrecs:
- Javier de Juan Martín, vicepresident de l'Institut Mallorquí d'Afers Socials.
- Caterina Mas Bennasar, vicepresidenta segona de l'Institut Mallorquí d'Afers Socials (des de 19 de setembre de 2016)[22]
- Jaume Albert Ramis Coll, president de l'Institut de l'Esport Hípic de Mallorca.